# Groš

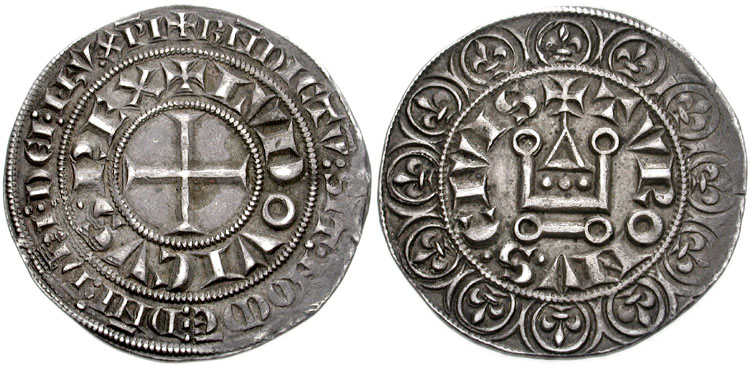
Tourský groš (1266)

Groš (z lat. denarius grossus, tlustý denár) je název různých mincí, velmi rozšířených ve střední a východní Evropě, na Balkáně a ve východním Středomoří ve středověku a v raném novověku.

## Počátky

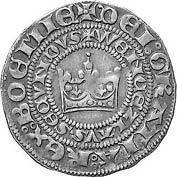
Pražský groš (avers)

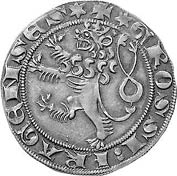
Pražský groš (revers)

Groš vznikl jako „dobrá“ stříbrná mince o váze 3–5 g a s ryzostí kolem 900/1000, která od 13. století nahradila předchozí „tenké“ brakteáty a denáry. Zatímco brakteáty se razily z tenkého plechu a měly tedy jen jednostrannou ražbu, „tlustý“ groš měl odlišnou ražbu na averzu a reverzu (líci a rubu). Patrně nejstarším byl tourský groš, ražený od roku 1266 ve francouzském Tours z příkazu krále Ludvíka IX. Svatého. Vzorem mu patrně byly křižácké zlaté sarcíny, ražené od roku 1250 v Akku. Následoval tyrolský groš vévody Meinharda II., ražený od roku 1271 v Meranu, anglický groat (1279), pražský groš krále Václava II., ražený od roku 1300 v Kutné Hoře a velmi rozšířený až do 16. století, kdy jej nahradil jáchymovský tolar. Od roku 1367 se v Krakově razily krakovské groše krále Kazimíra III. podle vzoru grošů pražských, po roce 1375 se groše razily také v Moldavsku a v dalších místech.

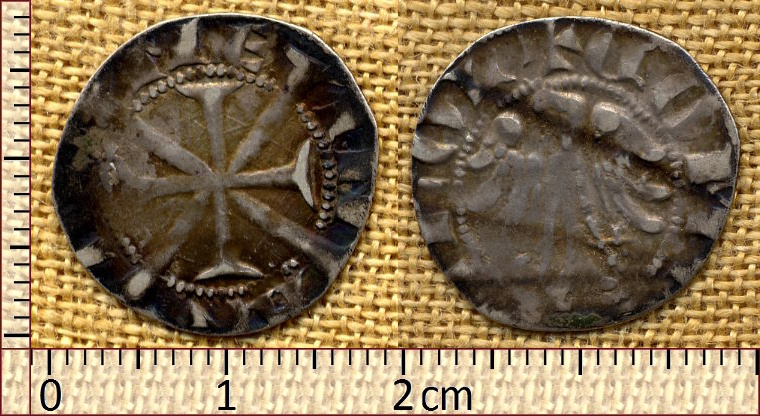
Tyrolský groš (1286)

## Další vývoj
Groš odpovídal většinou 12 denárům, větší sumy se počítaly na kopy grošů (60 kusů). Jako je u mincí pravidlem, hodnota groše postupem času klesala, a to jak váhou (pozdější groše mají jen 1,4 – 1,8 g), tak i ryzostí, takže se z nich staly drobné peníze. V Polsku se od roku 1752 razily z mědi, v Německu groše nahradily šilinky a od 18. století platily 1/30 tolaru. Groše se používaly také v Bulharsku a na Blízkém východě, turecký název quruš i albánské groshe se odvozují od slova groš, stejně jako ukrajinské hroši, peníze.
V Německu a od roku 1624 také v Rakousku vznikly také „malé groše“ čili grešle, ražené až do roku 1768. Název grešle přešel do obecné řeči a znamená prostě „malou hodnotu“ – odtud úsloví, že něco „nestojí za zlámanou grešli“.
V moderní době je grosz menší měnovou jednotkou v Polsku (1/100 zlotého), do roku 2001 byl v Rakousku menší měnovou jednotkou groschen (1/100 schillingu), než je nahradil cent a euro.

## Odkazy

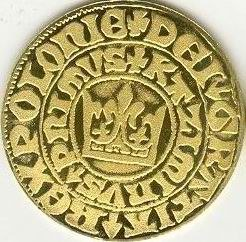
Krakovský groš (avers)

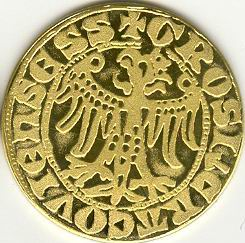
Krakovský groš (revers)